# Chatura nigella
Chatura nigella är en insektsart som beskrevs av William Lucas Distant 1908. Chatura nigella ingår i släktet Chatura och familjen dvärgstritar. Inga underarter finns listade i Catalogue of Life.